# Purushottampur
Purushottampur är en ort i Indien.   Den ligger i distriktet Ganjām och delstaten Odisha, i den östra delen av landet, 1 300 km sydost om huvudstaden New Delhi. Purushottampur ligger 23 meter över havet och antalet invånare är 14 707.
Terrängen runt Purushottampur är huvudsakligen platt, men åt nordost är den kuperad. Runt Purushottampur är det tätbefolkat, med 442 invånare per kvadratkilometer. Närmaste större samhälle är Hinjilikatu, 15,3 km väster om Purushottampur. Trakten runt Purushottampur består till största delen av jordbruksmark.